# Juvigny-le-Tertre
Juvigny-le-Tertre és un municipi francès situat al departament de la Manche i a la regió de Normandia. L'any 2007 tenia 614 habitants.

## Demografia

### Població
El 2007 la població de fet de Juvigny-le-Tertre era de 614 persones. Hi havia 273 famílies de les quals 87 eren unipersonals (40 homes vivint sols i 47 dones vivint soles), 79 parelles sense fills, 75 parelles amb fills i 32 famílies monoparentals amb fills.
La població ha evolucionat segons el següent gràfic:
Habitants censats

### Habitatges
El 2007 hi havia 348 habitatges, 276 eren l'habitatge principal de la família, 34 eren segones residències i 37 estaven desocupats. 313 eren cases i 26 eren apartaments. Dels 276 habitatges principals, 156 estaven ocupats pels seus propietaris, 114 estaven llogats i ocupats pels llogaters i 6 estaven cedits a títol gratuït; 2 tenien una cambra, 26 en tenien dues, 48 en tenien tres, 81 en tenien quatre i 119 en tenien cinc o més. 199 habitatges disposaven pel capbaix d'una plaça de pàrquing. A 130 habitatges hi havia un automòbil i a 99 n'hi havia dos o més.

### Piràmide de població
La piràmide de població per edats i sexe el 2009 era:
| Homes | Edats   | Dones |
| ----- | ------- | ----- |
| 0     | 95 o +  | 0     |
| 0     | 90 a 94 | 4     |
| 8     | 85 a 89 | 8     |
| 0     | 80 a 84 | 4     |
| 16    | 75 a 79 | 20    |
| 16    | 70 a 74 | 24    |
| 12    | 65 a 69 | 24    |
| 32    | 60 a 64 | 24    |
| 12    | 55 a 59 | 12    |
| 20    | 50 a 54 | 32    |
| 24    | 45 a 49 | 12    |
| 12    | 40 a 44 | 16    |
| 24    | 35 a 39 | 28    |
| 32    | 30 a 34 | 24    |
| 24    | 25 a 29 | 4     |
| 24    | 20 a 24 | 28    |
| 16    | 15 a 19 | 24    |
| 28    | 10 a 14 | 32    |
| 20    | 5 a 9   | 28    |
| 12    | 0 a 4   | 20    |

## Economia
El 2007 la població en edat de treballar era de 351 persones, 282 eren actives i 69 eren inactives. De les 282 persones actives 252 estaven ocupades (149 homes i 103 dones) i 30 estaven aturades (6 homes i 24 dones). De les 69 persones inactives 21 estaven jubilades, 26 estaven estudiant i 22 estaven classificades com a «altres inactius».

### Ingressos
El 2009 a Juvigny-le-Tertre hi havia 294 unitats fiscals que integraven 622 persones, la mediana anual d'ingressos fiscals per persona era de 15.221,5 €.

### Activitats econòmiques
Dels 49 establiments que hi havia el 2007, 2 eren d'empreses extractives, 2 d'empreses alimentàries, 1 d'una empresa de fabricació d'elements pel transport, 2 d'empreses de fabricació d'altres productes industrials, 7 d'empreses de construcció, 13 d'empreses de comerç i reparació d'automòbils, 4 d'empreses de transport, 3 d'empreses d'hostatgeria i restauració, 3 d'empreses financeres, 2 d'empreses immobiliàries, 5 d'empreses de serveis, 3 d'entitats de l'administració pública i 2 d'empreses classificades com a «altres activitats de serveis».
Dels 20 establiments de servei als particulars que hi havia el 2009, 1 era una oficina d'administració d'Hisenda pública, 1 oficina de correu, 3 oficines bancàries, 4 tallers de reparació d'automòbils i de material agrícola, 1 paleta, 1 guixaire pintor, 3 fusteries, 1 lampisteria, 1 electricista, 1 perruqueria, 1 veterinari i 2 restaurants.
Dels 5 establiments comercials que hi havia el 2009, 1 era una botiga de més de 120 m², 1 una botiga de menys de 120 m², 1 una fleca, 1 una llibreria i 1 una sabateria.
L'any 2000 a Juvigny-le-Tertre hi havia 32 explotacions agrícoles que ocupaven un total de 410 hectàrees.

## Equipaments sanitaris i escolars
L'únic equipament sanitari que hi havia el 2009 era una farmàcia.
El 2009 hi havia 1 escola maternal i 1 escola elemental. Juvigny-le-Tertre disposava d'un col·legi d'educació secundària amb 133 alumnes.

## Poblacions més properes
El següent diagrama mostra les poblacions més properes.